# 마키정
마키정(巻町)은 니가타현 니시칸바라군에 설치되었던 정이다. 2005년 10월 1일 니가타시에 편입 합병으로 소멸해, 대부분은 니가타시 니시칸구에 해당하며, 일부는 니시구에 속한다.

## 개요
니시칸바라군의 중심적인 역할을 담당하고 있으며, 옛날에는 군청을 비롯한 여러 관청이 놓여 있던 것 외에 쇼와 초기 시점에는 구제 중학교가 놓여 있었던 적도 있어 주변 마을에서 많은 통근·통학자를 모으고 있었다[2].헤이세이기에서도 3개(후에 통합해 2개)의 현립 고등학교를 가지는 등 거점성을 가지고 있었다.
정역에 있던 미네야마 번은 나가오카 번에 쌀 백가마를 보낸 것으로 유명하다. 또한 마키 원자력 발전소 건설의 시비를 묻는 전국 최초의 상설형 주민투표 조례 제정에 의한 주민투표가 실시된 것으로도 주목받았다.
니가타시로의 통근율은 28.9%(2005년 인구 조사).

## 지리
정역의 대부분은 에치고 평야에 속하는 평야부에 있으며, 서부는 가도타하마와 에치젠하마 등의 해수욕장을 가진 동해에 접해 있다

## 역사
- 1889년 4월 1일 - 정촌제 시행과 함께 14개 촌이 성립하였다.
- 1891년 4월 10일 - 마키촌이 정으로 승격해 마키정이 되었다.
- 1901년 11월 1일 - 합병으로 새로운 4개촌이 성립하였다.
- 1949년 - 우루시야마촌의 일부를 편입하였다.
- 1955년 7월 10일 - 니시카와정의 일부를 편입하였다.
- 1960년 4월 1일 - 이와무로촌의 일부를 편입하였다.
- 1996년 8월 4일 - 마키 원자력 발전소의 가도카이하마 건설 시비를 묻는, 전국 최초의 상설형 주민투표 조례 제정에 의한 주민투표가 실시되어 원자력 발전소 반대파가 큰 차이로 승리했다.이것은 그 후의 일본 전국의 반원전 운동이나 주민 운동에 큰 영향을 주었다.
- 2005년 10월 1일 - 니가타시에 편입해 소멸하였다.

## 교통

### 철도
- 동일본 여객철도 에치고선

### 도로
- 호쿠리쿠 자동차도 - 마키가타히가시 나들목
  - 국도 116호선
  - 국도 460호선

## 같이 보기
- 니시칸구
- 이와무로촌
- 마키역 (니가타현)